# Mimela sericicollis
Mimela sericicollis är en skalbaggsart som beskrevs av Ohaus 1943. Mimela sericicollis ingår i släktet Mimela och familjen Rutelidae. Inga underarter finns listade i Catalogue of Life.